# Hello (sång)
Hello är en sång skriven av Lionel Richie och ursprungligen inspelad av honom på albumet Can't Slow Down 1983, och släppt på singel 1984 med You Mean More to Me som B-sida.

## Listplaceringar
| Lista (1984)                       | Topplacering |
| ---------------------------------- | ------------ |
| Frankrike                          | 25           |
| Nederländerna                      | 1            |
| Norge                              | 5            |
| Nya Zeeland                        | 1            |
| Schweiz                            | 1            |
| Storbritannien                     | 1            |
| Sverige                            | 6            |
| USA (Billboard Hot 100)            | 1            |
| USA (Billboard Adult Contemporary) | 1            |
| USA (Billboard Black Singles)      | 1            |
| Västtyskland                       | 2            |
| Österrike                          | 3            |

## Coverversioner
Keith Almgren skrev en text på svenska som heter "Du", vilken spelades in som cover av Kikki Danielsson 1985 på albumet Bra vibrationer .